# Paul Driant
Pour les articles homonymes, voir Driant.
Paul Driant, né le 24 septembre 1909 à Gravelotte (Moselle) et mort le 25 juin 1980 à Metz (Moselle), est un homme politique français.

## Détail des fonctions et des mandats
Mandats locaux
- septembre 1945 - octobre 1947 : Adjoint au maire de Gravelotte
- 1953 - 1959 : Maire de Gravelotte
- 1959 - 1965 : Maire de Gravelotte
- 1965 - 1971 : Maire de Gravelotte
- 1971 - 1977 : Maire de Gravelotte
- 1949 - 1955 : Conseiller général du canton d'Ars-sur-Moselle
- 1955 - 1961 : Conseiller général du canton d'Ars-sur-Moselle
- 1961 - 1967 : Conseiller général du canton d'Ars-sur-Moselle
- 1967 - 1973 : Conseiller général du canton d'Ars-sur-Moselle
- 1973 - 1979 : Conseiller général du canton d'Ars-sur-Moselle
- 1973 - 19 : Conseiller régional de Lorraine

Mandats parlementaires
- 7 novembre 1948 - 18 mai 1952 : Sénateur de la Moselle
- 18 mai 1952 - 8 juin 1958 : Sénateur de la Moselle
- 8 juin 1958 - 26 avril 1959 : Sénateur de la Moselle
- 26 avril 1959 - 26 septembre 1965 : Sénateur de la Moselle
- 26 septembre 1965 - 1er octobre 1974 : Sénateur de la Moselle